# Брунополис
Брунополис (порт. Brunópolis)  —  муниципалитет в Бразилии, входит в штат Санта-Катарина. Составная часть мезорегиона Серрана. Входит в экономико-статистический  микрорегион Куритибанус. Население составляет 3259 человек на 2006 год. Занимает площадь 335,513 км². Плотность населения — 9,7 чел./км².

## Статистика
- Валовой внутренний продукт на 2003 составляет 28.166.718,00 реалов (данные: Бразильский институт географии и статистики).
- Валовой внутренний продукт на душу населения на 2003 составляет 8.556,11 реалов (данные: Бразильский институт географии и статистики).
- Индекс развития человеческого потенциала на 2000 составляет 0,742 (данные: Программа развития ООН).